# سار تاج‌سفید
سار تاج‌سفید (نام علمی: Spreo albicapillus) نام یک گونه از تیره ساران است.